# HMS Royal Charles (1655)
HMS Royal Charles – angielski XVII-wieczny trzypokładowy okręt liniowy I rangi.

## Historia
Okręt został zbudowany w epoce republiki (1649-1660) pod kierunkiem szkutnika Petera Petta, w stoczni w Woolwich nad Tamizą. Początkowo nosił nazwę "Naseby", dla upamiętnienia decydującego zwycięstwa sił Parlamentu nad rojalistami, które miało miejsce w 1645 roku pod Naseby, podczas angielskiej wojny domowej. Zaprojektowany, w odpowiedzi na zamówienie z 3 lipca 1654 roku,  jako dwupokładowy okręt liniowy II rangi, uzbrojony w 60 dział, został przeprojektowany w trakcie budowy i ostatecznie ukończony jako okręt I rangi o wielkości porównywalnej z "Sovereign". "Naseby" był największym angielskim okrętem zbudowanym w czasach Commonwealthu i okrętem flagowym floty pod dowództwem generała na morzu Roberta Blake’a, a po jego śmierci w 1657, pełniącego tę samą funkcję, Edwarda Montagu.
"Naseby" pod banderą Republiki wziął udział w wojnie angielsko-hiszpańskiej. W 1656 roku okręt skierowano na wody Hiszpanii, w celu blokady morskiej portów.
W kwietniu 1659 "Naseby" był flagowym okrętem floty 55 okrętów, która pod dowództwem Edwarda Montagu udała się na Bałtyk w celu obrony angielskich interesów handlowych, jako przeciwwaga dla floty holenderskiej, interweniującej w czasie wojny pomiędzy Szwecją i Danią.
Po restauracji monarchii w Anglii w 1660 roku, na okręcie pod dowództwem Edwarda Montagu przybył do Dover, wracając z wygnania, nowy monarcha Karol II Stuart, a nazwę okrętu zmieniono na "Royal Charles" poprzedzoną skrótem "HMS" (His Majesty's Ship – "Okręt Jego Wysokości").
"Royal Charles" wziął udział w drugiej wojnie przeciw Holandii, która wybuchła w 1665 roku i zaczęła się niezwykle pomyślnie dla Anglików. Był flagowym okrętem angielskiej awangardy pod dowództwem księcia Yorku (eskadra "czerwona") w zwycięskiej bitwie pod Lowestoft, w której to Anglicy zadali Holendrom największą w ich historii klęskę morską. Swój udział w zwycięstwie miał też "Royal Charles", który zmierzył się z okrętem flagowym floty holenderskiej Eendracht (1655). Walka ta zakończyła się eksplozją komory prochowej na "Eendracht", która zniszczyła całkowicie holenderski okręt i zabiła jego całą załogę (z wyjątkiem 5 ludzi), w tym głównodowodzącego flotą holenderską admirała Jacoba van Wassenaera Obdama.
W następnym roku "Royal Charles" wziął udział w bitwie czterodniowej, będącej największą bitwą morską tej wojny. Tym razem zwyciężyli Holendrzy, pod dowództwem admirała Michiela de Ruytera, którzy zadali Anglikom poważne straty. Niecały miesiąc później obie floty spotkały się ponownie w bitwie pod North Foreland. "Royal Charles", flagowy okręt głównodowodzącego flotą angielską księcia Ruperta, wspólnie z "Royal Sovereign" stoczył walkę z flagowym okrętem Holendrów "De Zeven Provinciën", która skończyła się poważnym uszkodzeniem "Royal Charles", przez co książę Rupert musiał przesiąść się na inny okręt. Mimo to bitwa skończyła się zwycięstwem Anglików.
Rok 1667 przyniósł Anglii jedną z najbardziej upokarzających klęsk, jakich doznała Royal Navy w swojej historii. Flota holenderska pod dowództwem admirała de Ruytera zaatakowała w dniach 2-4 czerwca zaskoczonych Anglików na rzece Medway. Flota angielska i infrastruktura lądowa stoczni w Chatham doznały ogromnych zniszczeń, szacowanych na 200 tysięcy ówczesnych funtów. Anglicy stracili m.in. trzy z posiadanych czterech okrętów liniowych I rangi, w tym "Royal Charles", który został zdobyty i odprowadzony jako trofeum do Zjednoczonych Prowincji. Okręt nigdy nie został użyty przez Holendrów, ponieważ okazało się, że jego zanurzenie jest zbyt duże jak na płytkie wody przybrzeżne oraz porty Zjednoczonych Prowincji (z tego samego powodu Holendrzy nie budowali tak dużych okrętów wojennych jak Anglicy, a największy z nich, "De Zeven Provinciën", miał kłopoty z korzystaniem z wewnętrznego portu w Amsterdamie, którego głębokość wynosiła wówczas tylko ok. 4,5 m).
"Royal Charles" został umieszczony w suchym doku w miejscowości Hellevoetsluis, gdzie był prezentowany ludności holenderskiej oraz delegacjom zagranicznym jako atrakcja. Po gwałtownych protestach króla Anglii Karola II, który czuł się osobiście upokorzony utratą byłego okrętu flagowego, Holendrzy, stojący w obliczu inwazji angielsko-francuskiej, sprzedali okręt, który został następnie w 1672 r. rozebrany. Fragment rufowej pawęży, pochodzący z "Royal Charles" i przedstawiający herb Anglii (lwa i jednorożca), znajduje się dziś w amsterdamskim Rijksmuseum.